# Xiphonychidion horsti
Xiphonychidion horsti är en stekelart som först beskrevs av Juan Brèthes 1916.  Xiphonychidion horsti ingår i släktet Xiphonychidion och familjen brokparasitsteklar. Inga underarter finns listade i Catalogue of Life.